# Emil Post
Pour les articles homonymes, voir Post.
Emil Leon Post (né le 11 février 1897 à Augustów et mort le 21 avril 1954 à New York) est un mathématicien américain né sur le territoire de l'actuelle Pologne dans une famille juive.
Il est à l'origine du problème de correspondance de Post.
Il a également publié en 1921 une étude exhaustive des clones des algèbres à deux éléments.

## Biographie
Emil Post est né en Pologne en 1897 sous le nom de Postawelski, il émigre avec sa famille vers les États-Unis en 1904 où son nom est américanisé.
Il est amputé du bras gauche à l’âge de 13 ans à la suite d’un accident avec une voiture. Il n’évoquera pas cet événement tout au long de sa vie et pose toujours en photo de manière que l’on ne voie pas le bras manquant.
Brillant élève, il obtient une thèse à l’université Columbia en 1920, puis commence ses recherches en logique dès l’année suivante à Princeton grâce à une bourse.
Il subit une crise en 1921, puis une seconde en 1924 qui l’écarte de ses travaux sur la logique jusqu’en 1936 où il se remet au travail en temps limité.
Il meurt le 21 avril 1954 à la suite d'un traitement par électrochocs, il était interné depuis l’été précédent.

## Travaux sur le calcul propositionnel
Dans son Introduction to a general theory of elementary propositions de 1921, il établit la complétude sémantique du calcul propositionnel des Principia Mathematica de Whitehead et Russell par le système des tables de vérité. Puis il généralise ce résultat à tout calcul propositionnel fini-valent (et non uniquement bivalent).

## Le problème de correspondance de Post
On part de deux suites finies U et V contenant le même nombre de mots finis sur un alphabet quelconque. Par exemple
{\displaystyle u_{1}=aba,u_{2}=b,u_{3}=a,u_{4}=ab\qquad {\textrm {et}}\qquad v_{1}=a,v_{2}=b,v_{3}=ababa,v_{4}=b~}.
On cherche une suite d'indices {\displaystyle i_{1},i_{2},...i_{n}} telle que la concaténation des {\displaystyle u_{i_{k}}} corresponde à celle des {\displaystyle v_{i_{k}}}. Ici la suite (1,2,3,2,1) est une solution puisque 
{\displaystyle u_{1}u_{2}u_{3}u_{2}u_{1}=v_{1}v_{2}v_{3}v_{2}v_{1}=ababababa~}.
Le problème de correspondance de Post (en abrégé PCP) consiste à déterminer s'il existe une telle suite. Il est indécidable : il n'existe pas d'algorithme général capable de fournir une réponse pour des U et V arbitraires.

## Note et référence
1. ↑   (en) E. L. Post, « A variant of a recursively unsolvable problem », Bull. Amer. Math. Soc, vol. 52,‎ 1946 (lire en ligne)
2. ↑  Pierre Cassou-Noguès, Les démons de Gödel, Logique et folie, Seuil, 2007, 411 p., Partie IV : Le cas Post, une brève digression. Pages 253-257